# Driver: Parallel Lines
Driver: Parallel Lines é o quarto jogo da série Driver. O jogo foi lançado em 14 de março de 2006 para o Xbox e Playstation 2 pela Atari. Depois de um ano, o jogo foi támbem lançado para o Wii e PC, em 26 de junho de 2007, pela Ubisoft.

## História
O jogo se passa na mais realistica Nova Iorque já feita por algum jogo e começa aos 18 anos de "TK" Terry Kidumms (The Kid), um hábil motorista, que trabalha como um condutor de comparsas criminosos da cidade. Na sequência do rapto e assassinato de um proeminente traficante de drogas colombiano, que foi morto por Corrigan na última missão do ano de 1978, TK é enganado e culpado como assassino e enviado para a prisão de Sing-Sing por 28 anos. Enquanto ficou na prisão, TK fez planos para matar cada um dos homens que ajudaram a traí-lo. Quando ele é libertado em 2006 (tendo agora 46 anos), ele expõe a matar seus antigos colaboradores, principalmente Corrigan que agora é o chefe do departamento policial, de Nova York. TK é auxiliado pelo seu amigo de infância, Ray, e a filha do traficante colombiano, Maria Martinez.

## Características
- Mais de 30 missões diferentes.
- Uma experiência interativa, de cinema, como uma produção de alta qualidade.
- Uma estrutura de missões livre em torno de um enredo central.
- Um controle mais preciso do personagem, com melhoramentos importantes nas seções em que o se vai a pé.
- Maior variedade nas armas que enfatizam os efeitos especiais.
- Inúmeras missões secundárias.
- Mais de 260 km de cidade completamente foto-realista e detalhada.
- Área de jogo extremamente vasta, que inclui interiores sem telas de carregamento.
- Um "mundo vivo", envolvente, extremamente real.
- 80 veículos controláveis, incluindo carros, motos e caminhões, todos eles reproduzindo estritamente os autênticos.
- Possibilidades de personalizar os veículos, com melhoramentos e alterações do aspecto dos mesmos.
- Incrível sistema de danos com grande detalhes dos mesmos, somente superado por DRIV3R, até à data de lançamento do jogo.
- Possibilidade de disparar armas enquanto se conduzem veículos ou motos.
- Um avançado sistema de perseguições.

## Personagens e vozes de atores
- TK (The Kid): Ele é do Oeste, mas lá é muito parado para ele. Tem 18 anos com um senso de humor que só o põe em fria e um sorriso irônico que o livra das encrencas. Sabe que tem o mundo inteiro para ele. Assim que consegue uma grana, o primeiro lugar que vai visitar é Nova Iorque. É o único lugar onde quer estar, o único lugar onde sua ambição pode extravasar: É o lugar onde planeja fazer dinheiro usando a única coisa na qual ele é muito bom - dirigir. Dublador: Brian Bloom
- Ray: Ídolo e herói de TK. Foi Ray quem ensinou TK a dirigir, em sua casa, na fazenda. Era o Ray - o bonitão e charmoso Ray - que tinha as garotas no pé. Ray é cinco anos mais velho que TK e veio para Nova York assim que conseguiu o dinheiro da gasolina para ir montar uma oficina em Queens, fachada para um desmanche. Dublador: Brian Bloom
- Slink: Tranquilo e desinibido, ele vive nas festas, é o centro das atenções, conta todas as histórias  e faz todo mundo rir. Slink sempre foi bom em fornecer tudo que seus clientes querem - mulheres, bebidas, um bom som - mas também tem habilidade para encontrar outras coisas: armas, explosivos e carros. Dublador: Geoff Brown
- O Méxicano: Grandalhão em todos os sentidos. Ele adora a vida, as festas, garotas, bebidas, drogas, armas, motos, carros e alta adrenalina. Quer ser o centro das atenções - bem onde acontece a ação. Cansado do trivial, ele vê Nova Iorque como o lugar para dar o grande bote e entrar na onda da grana das drogas. Dublador: Carlos Ferro
- Bishop: Sério, profissional, ganancioso e esperto - um solitário que não confia em mais ninguém além dele. Após três turnos no Vietname, voltou para casa com novas atitudes a respeito da sua mente e corpo. Bishop é uma cara que alimenta uma ambição bem controlada, além de uma paixão por matar e destruir. Dublador: Rodney Saulsberry
- Candy: Ele é o melhor planejador em atividade. Obcecado por detalhes. Ele trabalha dia e noite observando os dados, os momento], as pessoas certas, as medidas e as distâncias. Ele pensa em tudo. Com Candy, você tem do melhor, mas também do pior - fora o mau cheiro dele, Candy nunca para de resmungar.Dublador: Michael Cornacchia
- Corrigan: O líder da gangue, com a presença de comando de quem sabe que está destinado para as grandes coisas. Calmo, otimista, confiante e charmoso - as pessoas se abrem naturalmente com o Corrigan. Ele tem um sorriso largo que irradia confiança, mas por trás desses sorriso é um homem sem moral e impiedoso. Dublador: Ian Gregory

## Armas
| 1978             | Nome Verdadeiro      |
| ---------------- | -------------------- |
| Revolver         | .38 Special          |
| 44h              | .44 Magnum           |
| Service 9        | Uzi Submachine gun   |
| L1 15            | M 16                 |
| Shotgun          | Remington 870        |
| Grenade Launcher | M79 Grenade launcher |

| 2006      | Nome Verdadeiro |
| --------- | --------------- |
| Pistol    | Beretta 9mm     |
| Gangster  | Desert Eagle    |
| F70       | FN P90          |
| SP 20     | HK MP7          |
| AUST PUP  | Steyr AUG       |
| Shotgun06 | P45 10 gauge    |
| RPG       | XM320           |
| Blaine    | Minigun         |

## Veículos
O jogo tem mais de 80 veículos, dentre motos, carros de passeio, esportivos, caminhões - inclusive carretas com semi-reboque como visto em DRIV3R, guinchos, pick-ups, vans, ambulância, caminhão de bombeiros e até tratores. Ambas eras tem diferentes estilos de veículos, embora alguns dos automóveis de 1978 apareçam em 2006, e os automóveis de 2006 possam aparecer em 1978 utilizando o código para liberar todos os automóveis. Embora baseados em automóveis reais, todos veículos no jogo são fictícios. Em Driver Parallel Lines existe a capacidade de personalizar, ou modificar seu veículo. Cada veículo pode ser alterado na garagem de Ray. Alterações incluem, embora sejam pré-definidas, incremento na potência do motor, nitro, vidro à prova de bala , película escura, regulagem de freios e suspensão, pintura personalizada e ajuste de downforce. Um test-drive está disponível para experimentar as alterações dos veículos e fazer qualquer ajuste necessário, podendo rebaixar o veículo, melhorar os freios e distribuição de peso. As pinturas personalizadas vêm seguidas de body kits, que incluem parachoque dianteiro e traseiro, saias laterais, e podem incluir aerofólio e mudanças no visual do motor (também
pré-definidos) quando instaladas.